# Amphisbaena littoralis
Espèce
Amphisbaena littoralis est une espèce d'amphisbènes de la famille des Amphisbaenidae.

## Répartition
Cette espèce est endémique du Rio Grande do Norte au Brésil. Elle a été découverte à Guamaré et observée à Macau[réf. souhaitée].

## Publication originale
- Roberto, Brito & Ávila, 2014 : A new six-pored Amphisbaena (Squamata: Amphisbaenidae) from the coastal zone of northeast Brazil. Zootaxa, no 3753 (2), p. 167–176.